# Gekkófélék
A gekkófélék (Gekkonidae) a hüllők (Reptilia) osztályának pikkelyes hüllők (Squamata) rendjébe és a gekkóalakúak (Gekkota) alrendjébe tartozó családja.

## Rendszerezés
A családba az alábbi 5 alcsalád tartozik:
- macskagekkók (Aeluroscalabotinae)
- kettősujjú gekkók (Diplodactylinae)
- szemhéjas gekkók (Eublepharinae) - egyes rendszerek önálló családként sorolják be Eublepharidae néven
- valódi gekkók (Gekkoninae)
- csodagekkók (Teratoscincinae)

## Előfordulásuk
A gekkófélék Afrika, Közép-Ázsia, Dél-Európa, Ausztrália, Délkelet-Ázsia, csendes-óceáni partok és szigetek, Új-Zéland, Dél-Amerika, Mexikó, Dél-Kalifornia, Florida, karib-tengeri partok és szigetek területein mindenütt megtalálhatók. A gekkófélék nagyon elterjedtek, alkalmazkodóképesek, és az emberre teljesen ártalmatlanok. A legtöbb faj mindenekelőtt élőhelyének pusztulása miatt veszélyeztetett.

## Megjelenésük
A gekkófélék hossza fajtól függően 3,5-40 centiméter között van. A bőrt vékony, apró pikkelyek vagy dudorok borítják; színük különböző lehet, de rendszerint szürke vagy barna. Egyes fajok az elrejtőzés érdekében vagy udvarláskor változtatni tudják a színüket. A legtöbb gekkó végtagjain széles, bőrlebenyes ujjak vannak, amelyek alsó felületét nagyon finom sörtékből álló tapadólemezkék borítják. A talaj legapróbb egyenetlenségeibe is beleakaszkodnak, így a gekkó akár függőleges ablaküvegen is tud szaladni. A legtöbb le tudja dobni a farkát, ha veszélyben van vagy ha elkapják; helyén új, rövidebb farok nő. Az éjjel aktív gekkók pupillái nagyok; napközben keskeny réssé szűkülnek. A szemhéjas gekkókon kívül a többi gekkónak nincs szemhéja, hanem szemüket nyelvükkel tisztítják.

## Életmódjuk
A gekkófélék magányosan élnek és függőleges felületeken is képesek mászni. A gekkók tápláléka fajtól és mérettől függően rovarok, kis madarak, egerek, gyíkok és gyümölcsök.

## Szaporodásuk
A párzási időszak területenként nagyon változó. A gekkófélék rendszerint 2 tojást raknak, vannak kivételek is. A tojásokból való kifejlődés 6-10 hétig tart, egyes fajoknál akár fél év is lehet. Egyes fajok elevenszülők.